# 腦皮層電圖
腦皮層電圖（Electrocorticography，ECoG）或顱內腦電圖（intracranial electroencephalography，iEEG）是一種電生理監測，使用直接放置在大腦裸露表面上的電極紀錄來自大腦皮層的電活動。與之相比，常規的腦電圖（EEG）電極則從顱骨外部監測活動。ECoG可以在手術過程中在手術室中進行（術中ECoG），也可以在手術室外進行（術前ECoG）。因為需要進行開顱手術來植入電極網格，所以ECoG是一種侵入性手術。